# Instituto Republicano Internacional
El Instituto Republicano Internacional es una organización no gubernamental de Estados Unidos. Tradicionalmente se le ha visto como una organización política de ideología conservadora y asociada al Partido Republicano. La organización se define a sí misma como sin ánimo de lucro y no partidista Fue fundada en 1983 como parte del programa de Apoyo Internacional a la Democracia del Congreso de Estados Unidos y recibe fondos federales. 
Según la propia organización, sus programas se enfocan en promover la democracia y son llamados "programas de democratización", entre otros casos suministra capacitación para partidos y candidatos usualmente conservadores de distintos países en temas como valores y buen gobierno, trabajan con municipios y consejos ciudadanos, apoyan a organizaciones de sociedad civil, especialmente los que representan grupos como mujeres y jóvenes.
Su contraparte es el Instituto Nacional Demócrata.

## Controversia

### Golpe haitiano de 2004
Véase también: Golpe de Estado en Haití de 2004
El IRI recibió financiamiento para el proyecto de Haití de USAID durante dos años (finales de 2002–2004). IRI finalizó toda la programación en Haití en el verano de 2007.
La televisión Canadian Broadcasting Corporation estrenó un documental sobre el papel del IRI en el golpe, Haiti: Democracy Undone, el 29 de enero de 2006.
El IRI fue acusado por el ex embajador estadounidense Brian Dean Curran de socavar sus esfuerzos por celebrar negociaciones pacíficas entre Aristide y su oposición después de las disputadas elecciones senatoriales de 2000. Según Curran, Stanley Lucas, entonces representante del IRI en Haití, aconsejó a los líderes de la oposición que no se comprometieran con Aristide, ya que pronto sería expulsado del poder. Curran también alegó que Lucas se presentó ante la oposición como el verdadero enviado de Washington, y su consejo, que era contrario al del Departamento de Estado, como consejo del gobierno estadounidense. El IRI respondió a las acusaciones del embajador Curran en una carta al New York Times.

### Crisis constitucional hondureña de 2009
Véase también: Crisis constitucional hondureña de 2009
El IRI recibió $550,000 del Fundación Nacional para la Democracia en 2009 para "promover y mejorar la participación de los think tanks en México y Honduras como 'grupos de presión' para impulsar a los partidos políticos a desarrollar posiciones concretas sobre temas clave", y para "apoyar iniciativas para implementar posiciones políticas durante las campañas de 2009" a raíz de la crisis constitucional hondureña de 2009.

### Cuba
El gobierno cubano acusa al exmiembro del personal del Congreso Caleb McCarry de orquestar el golpe de Estado en Haití de 2004 y de intentar provocar un golpe de Estado en Cuba.

### Oriente Próximo
Según un artículo del New York Times de abril de 2011, el IRI, el Instituto Nacional Demócrata para los Asuntos Internacionales y otros grupos fueron acreditados por capacitar a activistas en el Oriente Próximo, específicamente Egipto y Túnez, que abogaban por reformas en regímenes autoritarios.
Un informe del Ministerio de Justicia sobre la financiación extranjera de las ONG en Egipto ha revelado que el IRI en Egipto ha recibido una financiación de alrededor de 7 millones de dólares de USAID para las elecciones egipcias de 2011-2012. Los gobernantes militares que obtuvieron el control del país tras la revolución de enero de 2011 consideran que esta financiación extranjera es una injerencia en los asuntos internos.

### Polonia
El programa IRI en Polonia comenzó en 1991 y ha dicho que unió y organizó una amplia gama de partidos políticos de "centro y centroderecha" para crear la Acción Electoral Solidaridad (AWS), que estaba en el gobierno de Polonia, junto con su socio de coalición, el partido Unión de la Libertad (UW), de 1997 a 2001. También dijo que brindó capacitación en campañas políticas, capacitación en comunicaciones e investigación que ayudaron a organizar y crear la AWS.

### China
En agosto de 2020, el gobierno chino sancionó al presidente del IRI, Daniel Twining, junto con los jefes de otras cuatro organizaciones democráticas y de derechos humanos con sede en los EE. UU. y seis legisladores republicanos en medio de las Protestas en Hong Kong. Los líderes de las cinco organizaciones vieron la sanción, cuyos detalles no se especificaron, como una medida de ojo por ojo en respuesta a la sanción anterior por parte de Estados Unidos a 11 funcionarios de Hong Kong. Este último paso, a su vez, había sido una reacción a la promulgación de la Ley de Seguridad Nacional de Hong Kong a finales de junio.

### Organización
Opera en más de 70 países y tiene su sede en Washington D. C. Su presidente de consejo es el excandidato republicano y senador John McCain.